# Organe de l'émail
L’organe de l'émail ou organe adamantin est un groupe de cellules observé dans les coupes histologiques d'une dent en développement. Formé de cellules d'origine ectodermiques, il est situé au-dessus et autour d'une condensation de cellules mésenchymateuses appelées papille dentaire.
Ses fonctions principales sont la formation de l'émail, l'initiation de la formation de la dentine, l'établissement de la forme de la couronne dentaire et de la jonction dento-gingivale.
Il se divise en plusieurs parties : l'épithélium adamantin interne, l'épithélium adamantin externe, le stratum intermedium et le réticulum étoilé.